# 寇振海
寇振海（1954年11月3日—），黑龙江省绥化市，中国大陆演员。1971年毕业于绥化市第三中学，后入绥化市话剧团任职演员。1978年在长春电影制片厂作演员。以飾演張學良出名。現為北京稻草熊影視旗下藝人。

## 家庭
曾離婚，2007年8月5日，寇振海与演员李婷结婚。现育有一子。

## 作品列表

### 电影作品
- 《雪青马》（1979年）
- 《傲蕾·一兰》（上下集）饰 精奇里·奥布库（1979年）
- 《爱情啊，你姓什么？》 饰 钟强（1980年）
- 《月亮湾的笑声》 饰 贵根（1981年）
- 《星，星，星》 饰 丁凯（1982年）
- 《黄山来的姑娘》饰 齐大立（1984年）
- 《智斗美女蛇》 饰 陈洪烈（1984年）
- 《夜行货车》 饰 林荣平（1985年）
- 《直奉大战》（上下集）饰 张学良（1985年）
- 《同龄女友》 饰 小剥（1987年）
- 《索命飞刀》 饰 黄天霸（1991年）
- 《追赶太阳的人》 饰 黎阿仔（1991年）
- 《满洲虎行动》 饰 张学良（1993年）
- 《炮兵少校》 饰 常松（1993年）
- 《生死关头》（1994年）
- 《李知凡太太》（1999年）
- 《将军的头颅》（2005年）
- 《江山美人》 饰 滕伯常（2007年）
- 《谋杀似水年华》 饰 盛世华（2016年）
- 《灵魂骑士》 (網絡電影)（2017年）
- 《密战》 饰 老孙 （2017年）
- 《向天真的女生投降》 (網絡電影) 饰 羅老板（2018年）
- 《为国而歌》 饰 鲁迅 （2019年）
- 《日不落酒店》饰  小红爸爸（2021年）
- 《我的父亲焦裕禄》饰  小红爸爸（2021年）
- 《镜花缘之决战女儿国》(網絡電影)（2021年）
- 《东北猛兽》(網絡電影)（2023年）
- 《检察风云》饰  审判长（2023年）
- 《民间憋宝传说》(網絡電影)（2024年）

### 电视剧作品

#### 1984－2000年
- 《张学良传奇》 饰 张学良（1984年）
- 《张学良与郭松林》 饰 张学良（1984年）
- 《民国特大谋杀案》 饰 张学良（1984年）
- 《少帅传奇》 饰 张学良（1984年）
- 《少帅春秋》 饰 张学良（1987年）
- 《死刑与婚礼》 饰 张学良（1991年）
- 《血墙》 饰 宋秋成（1996年）
- 《好好过日子》 饰 周博华（1997年）
- 《情深深雨蒙蒙》 饰 陆振华（2000年）
- 《遠離罪惡》 饰 羅炎 （2001年）

#### 2001－2010年
- 《无敌县令》 饰 皇帝（2001年）
- 《格格要出嫁》 饰 多尔衮（2001年）
- 《皇宫宝贝》 饰 李风（2001年）
- 《跃龙门》 饰 康熙帝（2002年）
- 《母亲快乐》（2002年）
- 《欲望》续集 饰 周文和（2002年）
- 《金粉世家》 饰 金铨（2002年）
- 《镜花水月》 饰 任有刚（2002年）
- 《聚宝盆》 饰 陆得源（2003年）
- 《吴越争霸》 饰 范蠡（2003年）
- 《六女当铺》 饰 唐伯虎（2003年）
- 《飞刀又见飞刀》 饰 李曼青（2003年）
- 《四大名捕鬥將軍》 饰 凌落石（2003年）
- 《至尊红颜》 饰 唐太宗（2003年）
- 《聊斋之花姑子》 饰 钟云山（2003年）
- 《青天衙门》 饰 毓荣（2003年）
- 《光武大帝／刘秀救母》 饰 光武帝（2003年）
- 《中国故事（往事）》 饰 宝昌（2003年）
- 《绝对计划》 饰 X（铁森）（2003年）
- 《黑眼睛／闪》 饰 文森特（2003年）
- 《花自飘零》 饰 李海文（2003年）
- 《谎言》 饰 柯炳贤（2003年）
- 《红色档案之凤凰迷影／滴血纹身》 饰 韩庭峰（2003年）
- 《她从海上来---张爱玲传奇》 饰 张志沂（2003年）
- 《黄金时代》 饰 白应满（2003年）
- 《誓言无声》 饰 崔志国（2003年）
- 《傻王闯天下》 饰 皇帝（2004年）
- 《仙剑奇缘（天剑群侠）》 饰 唐父（2004年）
- 《大汉巾帼》 饰 田横（2004年）
- 《月牙儿与阳光》 饰 罗雨轩（2004年）
- 《起跑天堂》 饰 李英（2004年）
- 《魔术奇缘》 饰 蔡飞鸿（2004年）
- 《孟姜女》（2004年）
- 《银色年华》（2004年）
- 《爱的背后》 饰 詹万年（2004年）
- 《故乡的云》 饰 戴长志（2004年）
- 《福禄寿三星报喜》 饰 玉帝（2005年）
- 《杨门虎将》 饰 潘仁美（2005年）
- 《大旗英雄传》 饰 夜帝（2005年）
- 《雪域迷城》饰 克尔特领主（2005年）
- 《杨三姐告状》饰 高敬堂（2005年）
- 《京华烟云》 饰 曾文伯（2005年）
- 《杨靖宇将军》（2005年）
- 《小城故事》 饰 唐启华（2005年）
- 《小城往事》 饰 白克礼（2006年）
- 《你是我的命》 饰 唐浩父亲（2006年）
- 《红墨坊》 饰 乾隆帝（2006年）
- 《出租女友》（2006年）
- 《雪在烧》饰罗父（2007年）
- 《日落之前爱上你》饰 张政（2007年）
- 《双城变奏》 饰 章怀恩（2007年）
- 《野玫瑰不流泪》（另名：女人何苦为难女人）饰 佟震海（2007年）
- 《51号兵站》饰凇源（2007年）
- 《了凡》（2007年）
- 《同年同月同日生》（2007年）
- 《貂蝉》（2007年）
- 《秦始皇》 饰 荆轲（2007年）
- 《刁蛮公主》 饰 云南王（2007年）
- 《女人本色》（2007年）
- 《梁山伯與祝英台》 饰 王世玉（2007年）
- 《玻璃天堂》 饰 高文（2007年）
- 《上书房》饰 雍正帝（2008年）
- 《李小龙传奇》饰演最后一集的医生（2008年）
- 《北方有佳人》（2008年）
- 《嘉慶君遊台灣》饰 乾隆（2009年）~（2010年2月10日）
- 《再見艷陽天》（2010年）
- 《來不及說我愛你》（2010年）

#### 2011年－2020年
- 《如意》飾 譚景然(2011年)
- 《梨花泪》(2011年)
- 《焦裕禄》飾 厂长(2012年)
- 《黎明绝杀》飾 廖成凯(2012年)
- 《越境》飾 (2012年)
- 《博弈》飾 李鸿业 (2012年)
- 《七俠五義人間道》（2012年）
- 《宝贝战争》飾 柳洪亮(2012年)
- 《唐宫燕》飾 武三思 (2013年)
- 《怒海情仇》飾 项国强 (2013年)
- 《隋唐演義》飾 李淵 (2013年)
- 《玲珑局》飾 王德标 (2014年)
- 《宮鎖連城》飾 富察翁哈岱 (2014年)
- 《犀利仁師》飾 公孫毅 (2014年)
- 《勇敢的心》飾 霍绍昌 (2014年)
- 《十二金钱镖》飾 柳兆鸿 (2014年)
- 《女人泪》》飾 伍开云 (2014年)
- 《独家披露》(2014年)
- 《如果爱可以重来》(2015年)
- 《青年霍元甲之冲出江湖》飾 农学儒(2015年)
- 《失宠王妃之结缘》(又名"天地情缘")飾 顺千帝(2015年)
- 《聊斋新编》(2015年)
- 《东北抗日联军》(2015年)
- 《刀光枪影》（原名大道天行）飾 夏楚城(2015年)
- 《大汉情缘之云中歌》飾 霍光(2015年)
- 《决胜》飾 孔良丰(2016年)
- 《终极使命》飾 沈老太爺(2016年)
- 《麻辣变形计》飾 陈思清(2016年)
- 《十个连长一个班》飾 郭茂(2017年)
- 《一粒红尘》飾 邵恺(2017年)
- 《花谢花飞花满天》飾 司马丞相(2017年)
- 《怒放的青春》飾 梁希云(2018年)
- 《娘道》飾 隆老爷(2018年)
- 《我的保姆手册》(2018年,網絡劇)飾 苏亦儒
- 《面具背后》(2019年)飾 秦志豪
- 《新人在旅途》(2019年)(2015年拍攝)飾 陆天明
- 《热血芳华》(2016年拍攝)(2019年)
- 《请赐我一双翅膀》(2019年)饰 沙爷
- 《激情的岁月》(2019年)饰 林安城
- 《剑王朝》(2019年)
- 《东四牌楼东》(2020年)饰 哈王爷(客串)
- 《局中人》(2020年)饰 沈柏年(客串)
- 《非处方青春》(2020年)饰  童雨時父親
- 《一根木头》(2020年,網絡劇)饰 爺爺(客串)
- 《仲夏满天心》(2020年,網絡劇)饰 洛征
- 《越过山丘》(2020年)饰 彭世卿
- 《西柏坡的警钟》(2020年)饰 唐子成

#### 2021年－今
- 《山河令》(2021年,網絡劇)饰 黄鹤
- 《守护人》(2017年拍攝)(2021年)
- 《红旗渠》(2021年)饰 焦副部長
- 《大妈的世界》(2021年,網絡短劇)
- 《特战行动》(2022年)饰 秦志偉
- 《一代洪商》（2018年拍攝）(2022年)饰 八水族长(客串)
- 《青山不墨》(2022年)饰 杜廣祿
- 《请君》(2022年,網絡劇)饰 張老爺
- 《新少年包拯》(2022年,網絡劇)饰 杜賢
- 《三体》(2023年)饰 叶哲泰(客串)
- 《青春之城》(2023年)饰 方父
- 《花戎》(2023年,網絡劇)饰 敬修/木老
- 《最灿烂的我们》（2018年拍攝）(2023年)饰 沈医生
- 《西出玉门》(2023年,網絡劇)饰 龍申(客串)
- 《甜蜜的你》(2023年)饰 沈榮先
- 《以愛為營》(2023年)飾 時文光
- 《仙剑四》(2024年,網絡劇)饰 太清(客串)
- 《沸腾的群山》(2024年)
- 《蜀锦人家》(2024年)饰 赵老太爷
- 《千秋令》（2021年拍攝）(2025年)饰 天帝
- 《爱没那么简单》(待播)
- 《亂世風雨情》(待播)
- 《客家人》(待播)
- 《赤水河国酿》(待播)
- 《我们的青春之歌》(待播)
- 《老兵荣耀》(待播)
- 《宴遇永安》(待播,網絡劇)
- 《南部·档案》(待播,網絡劇)

#### 话剧作品
- 《赵氏孤儿》（1987年）
- 《生为男人》（1997年）